# Montserrat Solano Carboni
Montserrat Solano Carboni es ex Defensora de los Habitantes de Costa Rica. Solano es graduada de la Escuela de Ciencias de la Comunicación Colectiva  de la Universidad de Costa Rica, realizó estudios de Derecho en la Universidad Escuela Libre de Derecho y cuenta con una Maestría en Leyes en Derecho Internacional de los Derechos Humanos de la Universidad de Essex. Ha llevado cursos de Derechos Humanos en la Universidad de Oxford, y cursos avanzados de Derecho Internacional Humanitario en la Universidad de Harvard. Ha trabajado en la Fiscalía de la Corte Penal Internacional, la Comisión Interamericana de Derechos Humanos, la Federación Internacional por los Derechos Humanos, la Fundación para el Debido Proceso Legal (DPLF) y el Instituto Interamericano de Derechos Humanos. Fue periodista del Periódico La Nación, el Semanario Universidad y otros medios del Grupo Nación como la Revista Rumbo.
Fue nombrada el martes 9 de setiembre de 2014 en el cargo por la Asamblea Legislativa.